# نحام
النُّحَام (واحده النُّحَامَة) والبَشَرُوس والنُحَاف والسُّرخاب والغُرْنُوق (في العراق) هي أسماء شائعة لطيور الفصيلة النحامية (الاسم العلمي: Phoenicopteridae). طائر النحام هو طائر أحمر «على خلقة الإوز» كما جاء في لسان العرب.
النحام هو طائر مهاجر توجد منه أربعة أنواع في قارة أمريكا في حين يوجد نوعان منه في العالم القديم (أسيا، إفريقيا، أوروبا). تمر أسراب هذا الطائر خلال هجرتها السنوية ببعض أجزاء من الوطن العربي مثل عُمان والخليج والعراق والجزائر وتونس وليبيا. تعاني أعداد هذا الطير من تناقص حاد خصوصا عند مكان تكاثرها في وادي بحيرات ريفت في تنزانيا وكينيا والذي لم يعرف العلماء له سببًا مؤكدًا لحد الآن.
يتميز هذا الطائر بالسيقان الرفيعة والطويلة وباللون الوردي أو الأحمر الفاقع وبريش أسود على أطراف جناحيه.

## غذاءه
يتغذى النحام الوردي بشكل أساسي على الروبيان والمحار وعلى أحياء بحرية أخرى. حيث يساعده شكل منقاره على فصل الطين والطمي عن الغذاء. يذكر أن ما يعطي طيور النحام الوردي لونها الأحمر أو الوردي الفاقع هو غذائها (المحار والروبيان) وفي حال انعدام هذين الغذائين من نظامه الغذائي يصبح لون النحام الوردي أبيض.
- يقوم طائر النحام الوردي بإنتاج مادة مستحلبة لتغذية صغاره (شبيهة بالمادة التي يفرزها طائر الحمام لتغذية فراخه) تقوم الأنثى بإفراز هذه المادة كنتيجة لهرمون ال برولاكتين وهو الهرمون المسبب لإفراز الحليب لدى إناث الثديات. يحتوي هذا المستحلب على نسبة من البروتينات وعلى دهون بنسبة أكبر. تفرز هذه المادة في غدة تقع في المنطقة الهضمية العليا. كلا زوجي طائر النحام الوردي يقومان بالعناية بصغارهما وليست الأنثى فقط. ويجدر بالذكر أن هذا المستحلب يحتوي على خلايا دم بيضاء وحمراء. يستمر زوجا النحام الوردي في إطعام فراخهما حتى يبلغ عمرهم الشهرين حيث يكون حينذاك جهازهم الهضمي ومن ضمنه المنقار قد اكتمل حتى يستطيع تصفية (ترشيح) غذاءه بنفسه.

## معرض الصور

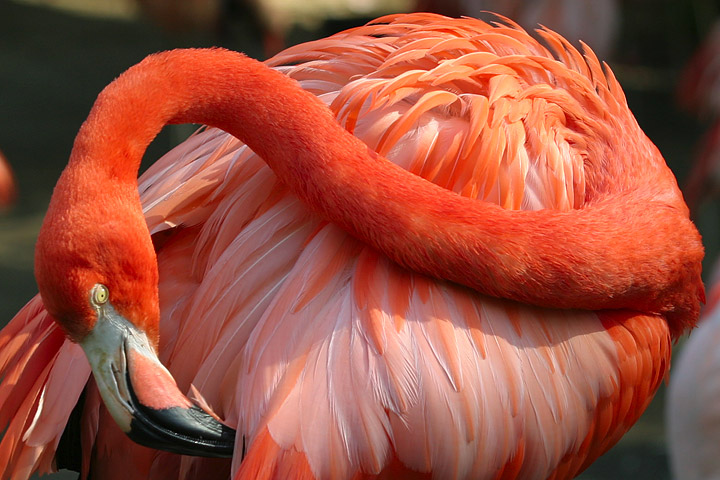
طائر نحام وردي أحمر
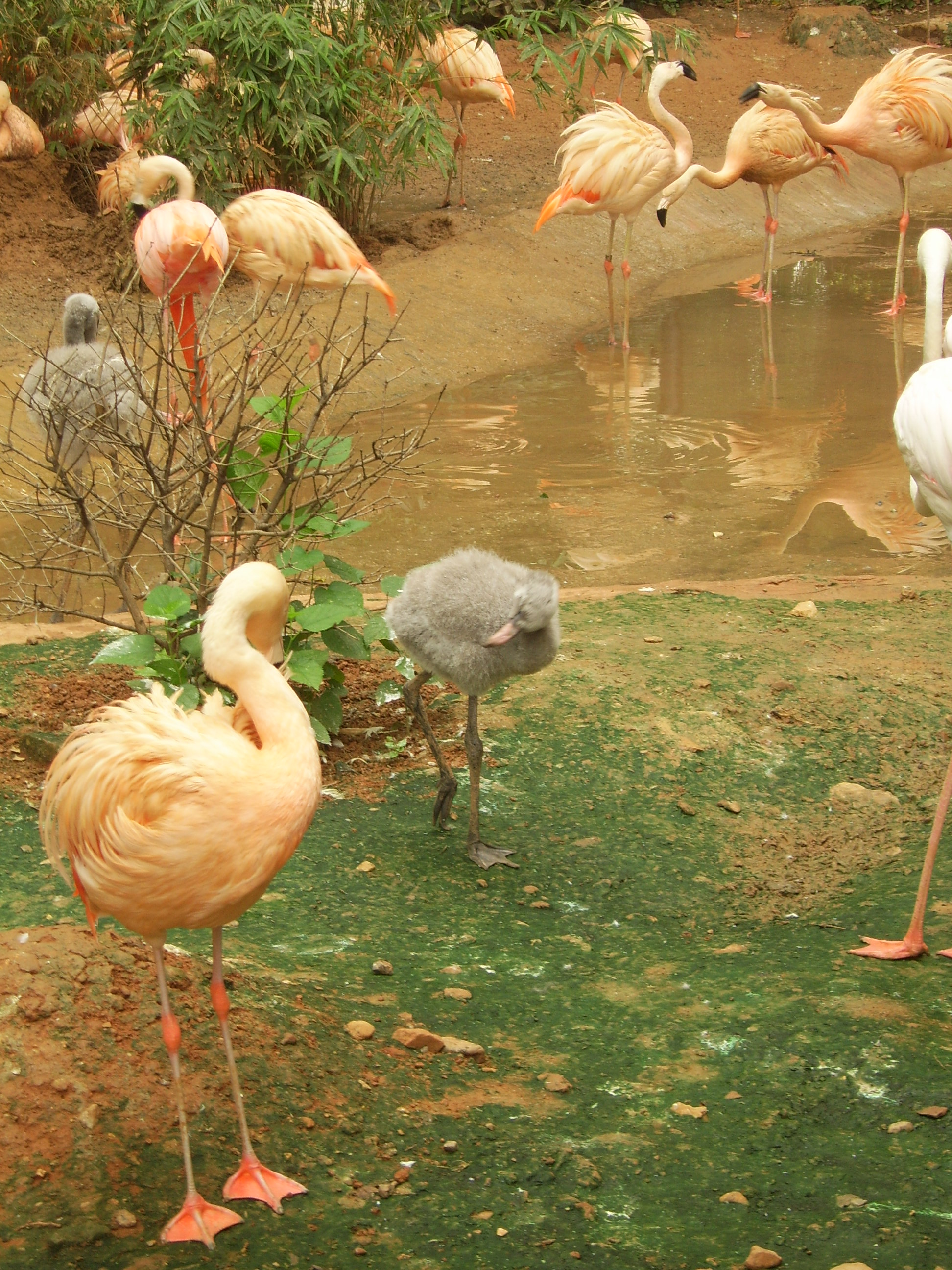
فرخ طائر النحام الوردي
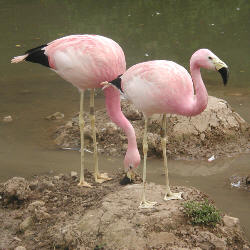
طائرا نحام وردي
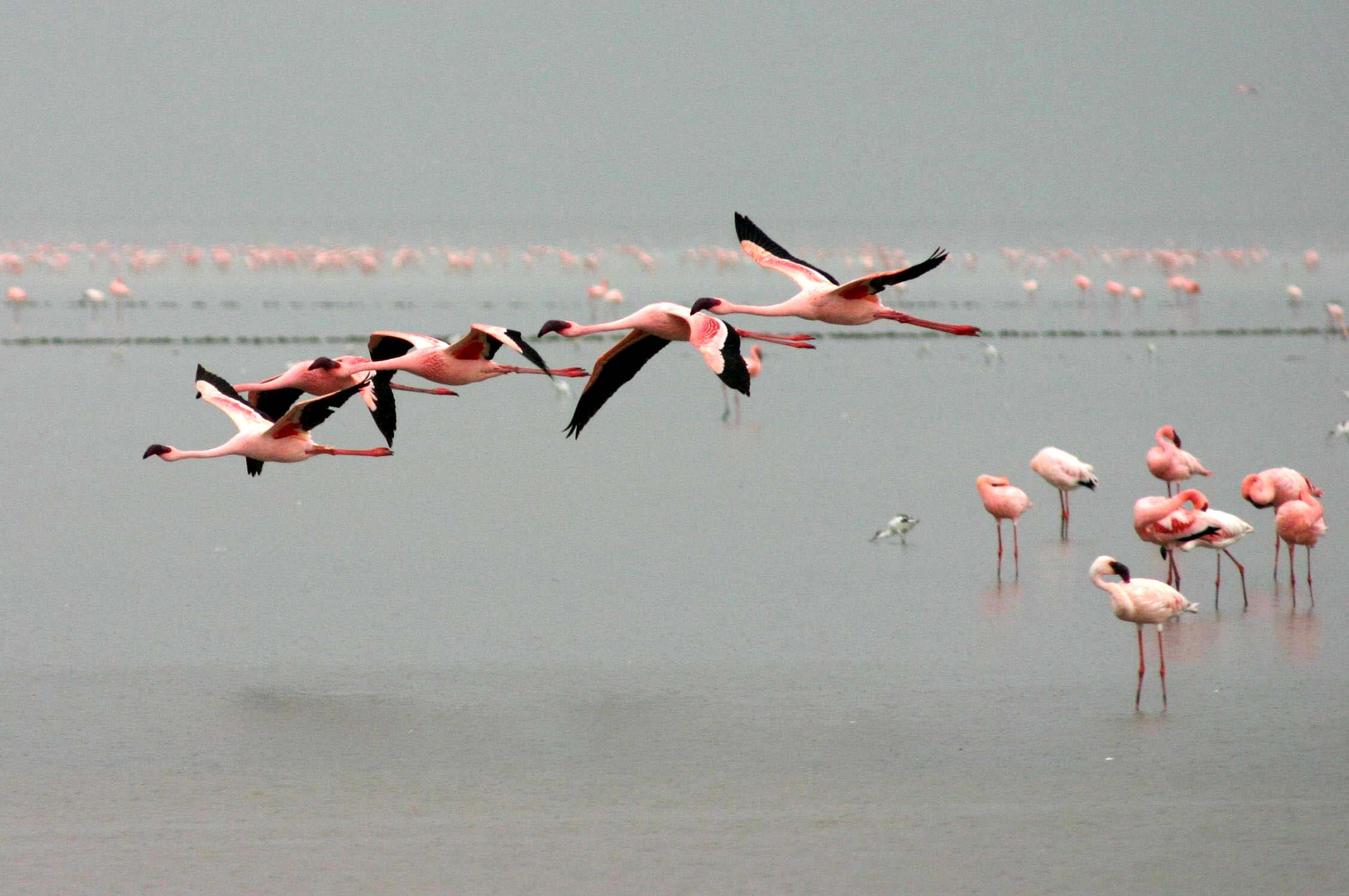
طيور النحام الوردي في وادي بحيرة ريفت شرق أفريقيا